# カール2世オットー (プファルツ＝ツヴァイブリュッケン＝ビルケンフェルト公)
カール2世オットー（Karl II. Otto, 1625年9月5日 - 1671年3月30日）は、プファルツ＝ツヴァイブリュッケン＝ビルケンフェルト公（在位：1669年 - 1671年）。プファルツ＝ツヴァイブリュッケン＝ビルケンフェルト公ゲオルク・ヴィルヘルムの子。
1669年に亡くなった父の後を継いだが、僅か2年で死去。息子に先立たれていたので、遺領は従弟のプファルツ＝ツヴァイブリュッケン＝ビシュヴァイラー公クリスティアン2世が継承した。

## 子女
1616年、ホーエンローエ＝ノイエンシュタイン＝ヴァイケルスハイム伯クラフト7世の娘マルガレーテ・ヘドヴィヒと結婚、3人の子を儲けた。
1. カール・ヴィルヘルム（1659年 - 1660年）
2. シャルロッテ・ゾフィー（1662年 - 1708年）
3. ヘドヴィヒ・エレオノーレ（1663年 - 1721年）